# Xilema

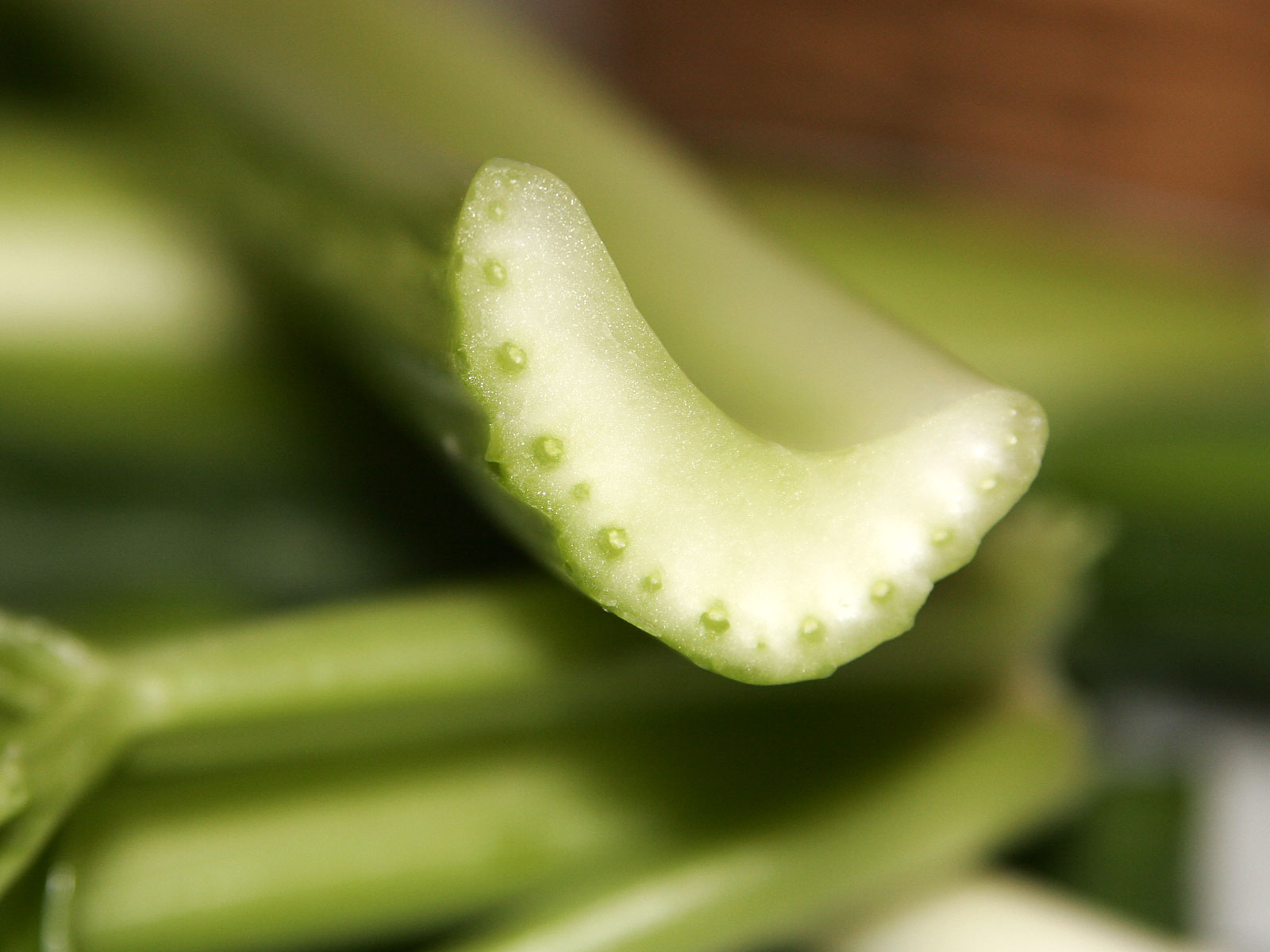
Corte transversal de um caule mostrando o xilema

Xilema é o tecido vivo em plantas vasculares cuja função básica é transportar água com nutrientes (a chamada seiva bruta) das raízes para os caules e folhas.
A palavra "xilema" é derivada da palavra grega ξύλον (xylon), que significa "madeira"; o tecido de xilema mais conhecido é a madeira, embora seja encontrado em toda a planta. O termo foi introduzido por Carl Nägeli em 1858.
O xilema é um dos dois tipos de tecido de transporte nas plantas vasculares, sendo o outro o floema (que transporta a seiva elaborada). O transporte xilémico é o mais rápido nas plantas podendo atingir, em dias de verão, em media 60 cm/min

## Células do xilema
O xilema possui quatro tipos celulares:

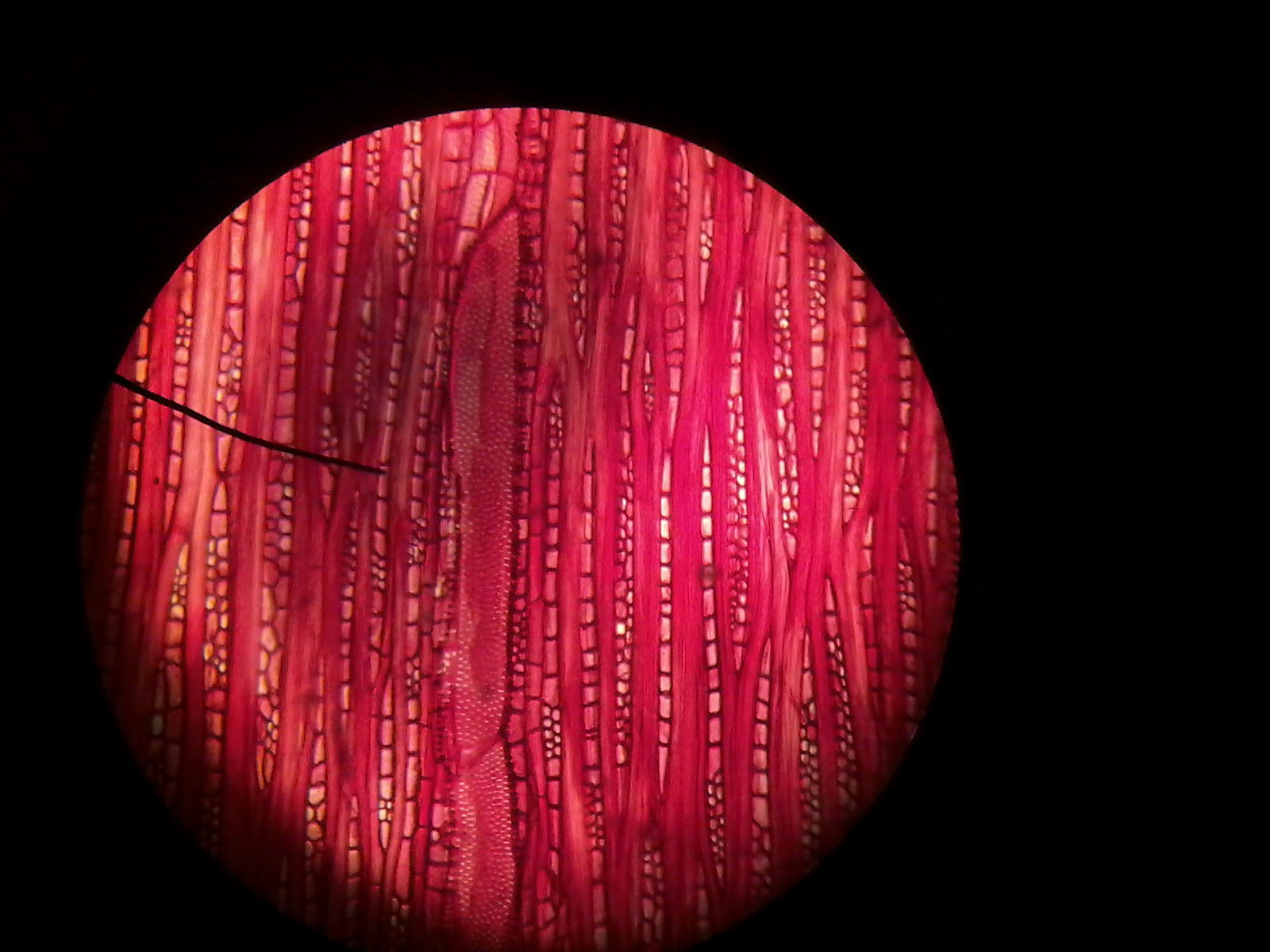
Xilema em corte longitudinal na microscopia óptica

### Traqueídeos
As células do xilema, chamadas traqueídeos, são células cilíndricas, alongadas e com numerosos poros, tanto nas paredes laterais, como nas apicais. A parede celular dos traqueídos encontra-se reforçada com lenhina, um composto químico produzido apenas pelas plantas, que as torna impermeáveis. Quando se encontram totalmente formadas, estas células perdem todo o citoplasma (tornam-se células mortas) e funcionam como vasos condutores da seiva, não só na direção vertical, mas também para os tecidos circundantes. São mais comuns em plantas pteridófitas e gimnospermas.

### Elementos de vaso
Tal como os traqueídeos, também são células mortas lignificadas, aparecendo nas angiospermas.
As células dispõem-se topo a topo, e as paredes celulares transversais desaparecem, formando-se vasos xilémicos.
Também nos elementos vaso existem poros (pontoações areoladas), que correspondem a zonas de permeabilidade, em que pode ocorrer passagem lateral da seiva bruta, evitando-se assim o colapso destes.

### Fibras lenhosas
São células mortas e alongadas, bastante lignificadas, e cuja função principal é a de suporte dos feixes xilémicos.

### Parênquima lenhoso
As células do parênquima lenhoso são as únicas células vivas do tecido xilémico, e exercem funções de reserva.

## Mecanismos envolvidos no movimento xilémico
Existem várias propostas para explicar a ascensão da seiva bruta no xilema.

### Hipótese da Pressão Radicular (Pressão de Raiz)
Esta hipótese postula que existe uma pressão formada na raiz (pressão radicular) que impele a seiva bruta para cima.
A acumulação de iões nas células radiculares (por transporte activo), faz com que a concentração de solutos aumente pelo que a água entra na raiz por osmose.
A acumulação de água na raiz provoca então uma pressão radicular(pressão positiva da raiz) que força a água a subir.

#### Dois fenómenos apoiam esta teoria/ Evidências
- Exsudação : subida contínua da água, mesmo cortando ou podando as suas extremidades.
- Gutação: liberação de água sob a forma de gotículas pelas folhas através de hidátodos ou estomas aquíferos. Este fenómeno ocorre geralmente de manhã, já que a maior absorção de água ocorre durante a noite.

#### Limitações do modelo
- Subida lenta.
- Não atinge alturas muito elevadas
- As coníferas e outras plantas não apresentam pressão radicular, pelo que este modelo não tem validade no geral.

### Hipótese da Tensão-Coesão-Adesão  -  Teoria de Dixon (1895)
Estudos realizados por Dixon indicam que existe uma relação direta entre a transpiração e a ascensão da água no xilema, sendo a transpiração o motor essencial da ascensão da seiva bruta.
Mais de 90% da água absorvida do solo é perdida por transpiração essencialmente foliar, sendo a grande parte da transpiração realizada de dia.
Assim, durante o dia, devido às elevadas taxas de transpiração, cria-se um défice de água no mesofilo foliar (parênquima clorofilino).
Durante a noite, a transpiração é mínima, e a absorção radicular de água é máxima.
Assim, segundo esta hipótese:
1. Durante o dia o défice de água no mesófilo faz com que o meio fique hipertónico em relação ao xilema. O potencial de soluto elevado cria forças de tensão (diferença de potencial - pressão negativa).
2. As moléculas de água tendem a agregar-se devido às ligações de hidrogênio, mantendo-se unidas numa coluna contínua, pode dizer-se que as ligações de hidrogênio exercem uma força de coesão.
3. Além das forças de coesão, as moléculas de água possuem grande capacidade de adesão a outras substâncias, aderindo às paredes xilémicas.
4. A tensão no mesofilo faz com que entre água por osmose. Devido às propriedades de adesão e coesão da água, a água movimenta-se numa corrente contínua (como um comboio, em que cada molécula é uma carruagem unida a outras). Assim, a entrada de água no mesofilo faz mover toda a coluna hídrica sendo que, quanto maior a taxa de transpiração foliar, maior é a velocidade de ascensão xilêmica.
5. A ascensão da coluna hídrica diminui o potencial hídrico no xilema radicular, aumentando assim a entrada de água no xilema por osmose e aumentando também a taxa de absorção radicular de água (devido à baixa no potencial hídrico do parênquima radicular).

Assim, devido a estas três forças básicas, é estabelecida uma corrente contínua de água no xilema, entre as raízes e as folhas denominada Corrente de Transpiração.
Este fenômeno permite a ascensão de seiva bruta até cerca de 150 m, valor superior às árvores mais altas conhecidas, pelo que este modelo é atualmente aceite como verdadeiro para a grande maioria das plantas vasculares.
É de notar que este sistema, embora eficaz, possui algumas “falhas”:
- A corrente de transpiração estabelecida tem que ser obrigatoriamente contínua.
- Se a continuidade da coluna for comprometida, o fluxo ascendente para imediatamente.

A continuidade da coluna hídrica é quebrada quando ocorre cavitação (formação de bolhas gasosas na coluna de água), e pode ocorrer devido a movimentos bruscos da planta (em dias de vento, por exemplo) ou devido ao congelamento da água xilêmica (em zonas muito frias), que obriga à expulsão dos gases dissolvidos na seiva que formam bolhas de ar.
Caso a continuidade não seja restabelecida, o vaso xilêmico deixa de ser funcional.
Algumas plantas, em algumas situações, são capazes de restabelecer o fluxo xilêmico, restaurando a continuidade da coluna hídrica, embora os mecanismos aqui envolvidos ainda não estejam compreendidos (em algumas plantas a pressão radicular pode ajudar).

### Controle da transpiração
A grande parte da transpiração é realizada a nível das plantas. Na epiderme foliar (geralmente na página inferior – exceto gramíneas em que são simétricos) existem diversas estruturas denominadas estomas, que apesar de ocuparem somente 1 a 2% da superfície foliar, controlam a quantidade de água perdida por transpiração, devido à sua capacidade de abrir e fechar.

## Formação de xilema
O xilema primário é produzido pelo procâmbio, ao mesmo tempo que o caule ou ramo se alonga. Nas plantas perenes, para além do xilema primário, o câmbio vascular produz para o lado interior do caule o xilema secundário, formado alternadamente por células de paredes finas, quando as condições ambientais de temperatura e umidade são favoráveis, e células mais espessas. A deposição dessas camadas dá lugar aos anéis de crescimento que se observam num corte transversal de um tronco.
Este xilema secundário só é produzido pelas plantas lenhosas; as monocotiledóneas, mesmo quando são perenes, não apresentam crescimento secundário.